# Volvo PV36
La PV36 è un'automobile introdotta dalla Volvo Personvagnar AB nel 1935 e rimasta in produzione sino al 1938. È chiamata anche "Carioca" per una danza in voga in quegli anni in Svezia. 

## Il contesto
La linea della PV36 è un notevole passo avanti rispetto a quella delle precedenti Volvo. La novità più importante è la forma aerodinamica della carrozzeria, ispirata a quella della Chrysler Airflow. Comunque la Volvo montava una carrozzeria a telaio separato, invece che monoscocca come l'americana. È stata la prima Volvo a montare delle sospensioni anteriori indipendenti, ma il motore rimaneva quello delle PV51, che affiancavano la più moderna e lussuosa Carioca. 
A causa dell'alto prezzo (8.500 Corone Svedesi) all'uscita sul mercato, le vendite andarono a rilento e la produzione venne interrotta nel 1938. La Volvo fornì ai carrozzieri anche un telaio, dal quale derivarono delle cabriolet. Il motore era un 6 cilindri in linea da 3670 cm3 con valvole laterali e che sviluppava 84cv.